# Cyathodonta dubiosa
Cyathodonta dubiosa är en musselart som beskrevs av Dall 1915. Cyathodonta dubiosa ingår i släktet Cyathodonta och familjen Thraciidae. Inga underarter finns listade i Catalogue of Life.